# 태평양컴퓨터통신국제회의
태평양컴퓨터통신국제학술대회(Pacific Computer Communications Symposium; PCCS)는 1985년 10월 21일부터 25일까지 서울 쉐라톤워커힐 호텔에서 개최된 국제학술대회로  행사의 주최는 KAIST와 한국전자통신연구소(당시 명칭은 KETRI; Korea Electronics and Telecommunication Research Institute)이 맡았다. 조직위원장은 당시 KETRI 원장이었던 경상현이었고, 전길남과 김광회가 프로그램위원장을 맡았다. KAIST SALAB에 꾸려진 사무국에서 한선영 등이 활동하였다. 총 108편의 논문이 제출되었고, 해외 참가자 150 명 및 국내 참가자 200 명이 참석했다. 참석자 중에는 데이비드 파버, 루이 푸진, 래리 랜드웨버, 하루이사 이시다 등 당시 세계적인 네트워크 연구의 권위자들을 비롯해 전세계 네트워크 관리자들이 대거 참여했다. 참석자들은 대부분 UNIX 관련 연구자, IEEE 멤버, CSNET, IANW(International Academic NetWorkshop) 멤버들, BITNET 관계자, 아시아넷 회원국들의 연구자들이었다.

## 참고 자료
1. Pacific Computer Communications Symposium, Seoul, Korea, Oct. 1985. 

2. 안정배 기록, 강경란 감수, 한국 인터넷의 역사 - 되돌아보는 20세기 -, 서울, 블로터앤미디어, 2014년 8월 20일. ISBN 978-89-965929-6-9 

3. 한선영 외, SALab 1982~1988: 한 연구실 이야기, 서울, 대한민국, 1989년 8월. 

4. Call for Participation of Pacific Computer Communications Symposium (PCCS), Seoul, Korea, Oct. 1985. 